# Friedrich Lotter
Friedrich Lotter (* 22. Dezember 1924 in Deutsch Krone, Grenzmark Posen-Westpreußen; † 9. April 2014 in Kassel) war ein deutscher Historiker. Er forschte zur Geschichte der Juden im Mittelalter und zu christlich-jüdischen Beziehungen bis zum Spätmittelalter.

## Leben
Lotter wurde im westpreußischen Deutsch Krone geboren, seine Eltern zogen kurz nach seiner Geburt nach Frankfurt (Oder). Hier besuchte er von 1935 bis zu seiner Einberufung zur Wehrmacht 1942 das
Friedrichsgymnasium. 1945 geriet er in sowjetische Kriegsgefangenschaft, aus der er 1947 zurückkehrte. An der Universität Marburg studierte Lotter von 1948 bis 1953 Geschichte und Klassische Philologie, anschließend unterrichtete er am Wilhelmsgymnasium Kassel. 1956 folgte die Promotion, 1972 die Habilitation, beides in Marburg. 1974 wurde er akademischer Rat (später: akademischer Direktor) und apl. Professor für Mittelalterliche Geschichte in Göttingen. Im Jahr 1990 wurde Lotter pensioniert.

## Werke (Auswahl)
- Der Brief des Priesters Gerhard an den Erzbischof Friedrich von Mainz. Ein kanonistisches Gutachten aus frühottonischer Zeit. Sigmaringen 1975.
- Severinus von Noricum. Legende und historische Wirklichkeit. Untersuchungen zur Phase des Übergangs von Spätantike zu mittelalterlichen Denk- und Lebensformen. Stuttgart 1976.
- Völkerverschiebungen im Ostalpen-Mitteldonau-Raum zwischen Antike und Mittelalter (375–600). Berlin [u. a.] 2003.